# Adeona albida
Adeona albida är en mossdjursart som beskrevs av Gustav Heinrich Kirchenpauer 1880. Adeona albida ingår i släktet Adeona och familjen Adeonidae. Inga underarter finns listade i Catalogue of Life.